# Filino (Kaliningrado)
Filino (en ruso: Филино), conocida de manera oficial hasta 1946 como Klein Kuhren (en alemán: Klein Kuhren, en lituano: Mažieji Kuršiai) es una localidad rural situada en el oeste del distrito de Zelenogradsk en el óblast de Kaliningrado, Rusia.

## Geografía
Filino se encuentra a 40 kilómetros al noroeste de Kaliningrado y 26 kilómetros al oeste de Zelenogradsk. 

### Clima
El clima se caracteriza por ser de transición de marítimo a continental templado. La temperatura media anual del aire es de 7 °C. La temperatura media del aire del mes más frío (enero) es de -2,3 °C; el mes más cálido (julio) es de 17 °C. El período libre de heladas dura un promedio de 185-190 días. La cantidad anual de precipitación atmosférica es de 750-800 mm, de los cuales la mayor parte cae durante el período cálido.

## Historia
El pueblo, llamado Klein Kuhren hasta 1946, está ubicado en la costa norte de Samland en el antes llamado Finkener Mühlenfiß, que desemboca en el Mar Báltico aquí y ha arrastrado el Finkenschlucht durante miles de años. En tiempos de la Orden Teutónica, se construyó un molino en Finkener Mühlenfiß, que todavía estaba en funcionamiento hasta el siglo XX. 
De 1874 a 1945, Klein Kuhren se incorporó al distrito administrativo de Groß Dirschkeim. Hasta 1939 perteneció al distrito de Fischhausen, de 1939 a 1945 al distrito de Sambia en el distrito administrativo de Königsberg en la provincia de Prusia Oriental. A principios del siglo XX, Klein Kuhren era uno de los lugares de Sambia donde a los artistas les gustaba pasar el rato.
Como resultado de la Segunda Guerra Mundial, Klein Kuhren pasó a formar parte de la Unión Soviética con el resto del norte de Prusia Oriental en 1945. En 1947 el lugar recibió el nombre ruso de Filino y también fue asignado al raión de Primorsk. Desde 2015, el lugar pertenece al distrito urbano de Zelenogradsk.

## Demografía
En 1933 la localidad contaba con 236 residentes. En el pasado la mayoría de la población estaba compuesta por alemanes, pero tras el fin de la Segunda Guerra Mundial fueron expulsados a Alemania y se repobló con rusos.
| Gráfica de evolución de Filino entre 1910 y 2010 |
|                                                  |

## Economía
Durante el período soviético, funcionó la granja colectiva que lleva el nombre del XXII Congreso del Partido (el nombre anterior era Stalin). En 1992, la granja colectiva se reorganizó en una sociedad anónima, OAO Melnikovo. En Melnikovo hay una gran granja de cerdos para 30 mil cabezas.

## Infraestructura

### Turismo
El antiguo Wachbudenberg, al noroeste de Filino, no solo era la montaña más alta de la playa de Sambia con 60,8 metros, sino que también ofrecía una amplia vista sobre el Mar Báltico hasta el istmo de Curlandia desde su cima. 

### Transporte
En Filino se bifurca de la autopista rusa A 192 en Lesnoye y conduce a través de Donskoye a Yantarni. 